# Pincha mayurasana
Pincha Mayurasana (Sanskriet voor gevederde pauwhouding) is een houding of asana.
| Sanskriet     | vertaling                   |
| piñca, pincha | met veren                   |
| mayura        | pauw                        |
| asana         | houding (letterlijk: 'zit') |

## Beschrijving
Deze houding begint in de Tafelhouding, waarbij de onderarmen in de gehele lengte de ondergrond raken. De handpalmen zijn op de grond geduwd en de vingers spreiden uit elkaar. De knieën worden van de grond geheven, zodat er een variatie van de Omlaagkijkende Hond ontstaat, waarbij de onderarmen en de handpalmen goed contact blijven maken met de ondergrond. Terwijl het gewicht van het lichaam naar voren wordt gebracht, gaat één been snel omhoog. Hier maakt het lichaam een vooroverhellende neiging waarbij ook het tweede been in de lucht wordt gebracht. Het lichaam rust nu volledig op de onderarmen en de handen. De benen hangen iets, tot maximaal een hoek van 45° door achter het hoofd. Houd deze houding enkele in- en uitademingen vast.